# Президентські дебати в США 2024 року
Президентські дебати в Сполучених Штатах Америки 2024 року — серія запланованих дебатів між основними кандидатами на президентських виборах у Сполучених Штатах Америки 2024 року. Дві загальні виборчі дебати, спонсоровані CNN і ABC, заплановані на 27 червня і 10 вересня 2024 року відповідно. Ймовірні кандидати обох головних партій, Дональд Трамп і Джо Байден, підтвердили свою присутність.
Чотири загальні виборчі дебати, спонсоровані Комісією з президентських дебатів (CPD), спочатку були заплановані на період з 16 вересня по 9 жовтня 2024 року. І Байден, і Трамп розкритикували формат і розклад дебатів CPD.   У травні 2024 року обидві кампанії погодилися обійти CPD і провести альтернативні дебати, фактично скасувавши дебати CPD. 
28 червня журнал Time опублікував обкладинку, де Байден йде з написом "Паніка". Журнал написав у своїй статті: "Все похмуро. Демократи в паніці через виступ Джо Байдена на дебатах". 
28 червня, за даними біржі Smarkets, ставки на перемогу Байдена почали падати. 28 червня шанси Трампа на перемогу оцінювали в 58,8%, а Джо Байдена — у 20,83%. За день до дебатів у Трампа було 54,9%, у Байдена — 34%. 
Після дебатів Байден виступив перед своїми прихильниками в Атланті. Там він сказав: "Вони перевірятимуть усе, що він сказав. Я не можу згадати жодного слова, яке було б правдою. Я не жартую. Послухайте, ми переможемо цього хлопця, нам потрібно перемогти". NBC News зазначили, що Байден, звертаючись до натовпу прихильників, поводився енергійніше, ніж на дебатах.
Представник передвиборчого штабу Байдена Сет Шустер заявив, що Байден не збирається виходити з перегонів після дебатів.
Байден, реагуючи на запитання журналістів про невдалі дебати для нього, сказав: "Я думаю, ми впоралися добре". Байден додав, що в нього немає побоювань щодо перших дебатів із Дональдом Трампом. "Важко сперечатися з брехуном. The New York Times зазначила, що він збрехав 26 разів", — сказав президент, уточнивши, що в нього боліло горло.
CNN зазначило, що в американській історії траплялися випадки, коли перші дебати для кандидата були невдалими, але в підсумку він перемагав, так було з Бараком Обамою і Рональдом Рейганом перед їхнім другим обранням.
Редакція New York Times 28 червня закликала Байдена не балотуватися на другий термін після дебатів із Трампом. У газеті зазначили, що Байден вже не та людина, якою він був чотири роки тому, коли здобув перемогу над Трампом у 2020 році.
Портал Axios 29 червня заявив, що Байден залишить президентські перегони, якщо його найближчі родичі та друзі ухвалять відповідне рішення.